# سیارک ۲۱۳۲۸
سیارک ۲۱۳۲۸ (به انگلیسی: 21328 Otashi، نامگذاری:1997AM13) بیست و یک هزار و سیصد و بیست و هشتمین سیارک کشف شده‌است که در ۱۱ ژانویه ۱۹۹۷ کشف شد.
قدر مطلق سیارک برابر ۱۶.۲ است.